# Machaonia tiffina
Machaonia tiffina är en måreväxtart som beskrevs av Ignatz Urban och Erik Leonard Ekman. Machaonia tiffina ingår i släktet Machaonia och familjen måreväxter. Inga underarter finns listade i Catalogue of Life.